# Millville, Pennsylvania
Millville là một thị trấn thuộc quận Columbia, tiểu bang Pennsylvania, Hoa Kỳ. Năm 2010, dân số của thị trấn này là 948 người.